# Pius Baumgartner
Pius Baumgartner (* 25. Dezember 1967 in Lugano) ist ein Schweizer Jazz- und Volksmusiker (Tenor- und Sopransaxophon, Klarinette und Flöte, Komposition).

## Leben und Wirken
Baumgartner, der seine Wurzeln in der Bündner Volksmusik hat, wuchs in Samedan im Engadin auf. Ab dem Alter von acht Jahren erhielt er Klarinetten-Unterricht bei Dumeng Morell. Später kamen Saxophon und Klavier hinzu. Zwischen 1990 und 1995 studierte er an der Jazz-Schule St. Gallen bei Carlo Schöb. Von 1995 bis 1998 nahm er privaten Saxophon- und Querflötenunterricht bei Tim Price in New York.
Seit 1996 gehörte Baumgartner zur neu gegründeten Swiss Army Big Band unter Leitung von Pepe Lienhard. Weiter war er Mitglied der Dani Felber Big Band, des Christoph Walter Orchestra, des Bodan Art Orchestra sowie der Swiss Ländler Gamblers und von Guya’s Soultrain. Er gründete auch eigene Projekte wie sein Jazzquartett und sein Ländlertrio. Auch ist er auf Alben mit dem Peter Eigenmann / Ken Cervenka Nonet und der Chapella Clavadatsch zu hören. Weiterhin arbeitete er mit Musikern wie Andrea Tofanelli, Amik Guerra, Antonello Messina, Carmen Bradford, Bernita Bush, Carlo Schöb, Donna Summer, Eric Marienthal, František Uhlíř, Hans Hassler, Michel Hausser, Reggie Johnson, Robi Weber, Isla Eckinger sowie den Simonellis.
Ferner unterrichtet Baumgartner an der Musikschule Oberengadin/St. Moritz.

## Preise und Auszeichnungen
Baumgartner erhielt den Kulturförderungspreis des Kantons Graubünden. Weiterhin wurde er 2007 mit den Swiss Ländler Gamblers mit dem Ländlerstar ausgezeichnet, mit der Dani Felber Big Band 2010 mit dem Swiss Jazz Award.

## Diskographische Hinweise
- Pius Baumgartner Jazz Quartet: Gently (1998, mit Marcel Schefer, Kalli Gerhards, Patrick Manzecchi)
- Pius Baumgartner Jazz-Quartet: Compilation 1998–2009 (Jazz Elite Special, 2010)
- Ländlertrio Pius Baumgartner: Heimat (mit Johann Buchli, Martina Rohrer sowie Markus Flückiger)
- Francis Coletta & Pius Baumgartner: Ilba (2016)